# Ryan Owens
Ryan Andrew Owens (Milton Keynes, 29 settembre 1995) è un pistard britannico, medaglia d'argento nella velocità a squadre ai Giochi olimpici di Tokyo 2020 e due volte argento mondiale di specialità.

## Palmarès

### Pista
- 2016

Campionati europei, Velocità a squadre Under-23 (con Jack Carlin e Joseph Truman)
Three Days Aigle, Velocità
1ª prova Coppa del mondo 2016-2017, Velocità a squadre (Glasgow, con Jack Carlin e Joseph Truman)
2ª prova Coppa del mondo 2016-2017, Velocità a squadre (Apeldoorn, con Jack Carlin e Joseph Truman)
- 2017

Campionati britannici, Velocità a squadre (con Jack Carlin e Joseph Truman)
Campionati europei, Velocità a squadre Under-23 (con Jack Carlin e Joseph Truman)
GP Germany, Velocità a squadre (con Jack Carlin e Callum Skinner)
- 2018

Campionati britannici, Velocità a squadre (con Jack Carlin, Philip Hindes, Jason Kenny e Matthew Taggart)
- 2019

Campionati britannici, Velocità a squadre (con Jack Carlin, Philip Hindes e Jason Kenny)
- 2020

Campionati britannici, Velocità a squadre (con Philip Hindes e Jason Kenny)

## Piazzamenti

### Competizioni mondiali
- Campionati del mondo

Hong Kong 2017 - Velocità a squadre: 5º
Hong Kong 2017 - Velocità: 4º
Apeldoorn 2018 - Velocità a squadre: 2º
Apeldoorn 2018 - Velocità: 7º
Pruszków 2019 - Velocità a squadre: 5º
Berlino 2020 - Velocità a squadre: 2º
- Giochi olimpici

Tokyo 2020 - Velocità a squadre: 2º

### Competizioni europee
- Campionati europei

Montichiari 2016 - Velocità a squadre Under-23: vincitore
Saint-Quentin-en-Yvelines 2016 - Velocità a squadre: 2º
Saint-Quentin-en-Yvelines 2016 - Velocità: 7º
Anadia 2017 - Velocità a squadre Under-23: vincitore
Anadia 2017 - Velocità Under-23: 9º
Berlino 2017 - Velocità a squadre: 6º
Berlino 2017 - Velocità: 14º
Glasgow 2018 - Velocità a squadre: 6º
Apeldoorn 2019 - Velocità a squadre: 2º
- Giochi europei

Minsk 2019 - Velocità a squadre: 3ª